# 짜오차오향

짜오차오 향의 위치

짜오차오향(한국어: 조교향, 중국어: 造橋鄉, 병음: Zàoqiáo Xiāng)은 중화민국 먀오리 현의 향이다. 넓이는 47.9978km2이고, 인구는 2015년 8월 기준으로 13,443명이다.

## 교통
- 타이완 철로관리국 타이중 선
- 타이완 철로관리국 해안선
- 국도 1호선
- 국도 3호선